# Ted Menzies
Pour les articles homonymes, voir Menzies.
Ted Menzies (né le 18 février 1952 à Claresholm, Alberta) est un homme politique canadien. Il est député pour la circonscription de MacLeod à la Chambre des communes du Canada de 2004 à 2013.

## En opposition
Ancien fermier, Menzies est élu à la Chambre des communes sous la bannière du Parti conservateur du Canada lors de l'élection fédérale canadienne de 2004. Il est élu avec plus de 27 000 voix de plus que le candidat libéral Chris Shade. Dans la 38e législature canadienne, il est porte-parole de l'Opposition en matière de Coopération internationale et de l'Agence canadienne de développement international (ACDI) ainsi que critique de l'Opposition pour le Commerce international et le Commerce interne.

## Portefeuille au sein du gouvernement conservateur
Après la victoire des conservateurs lors des élections fédérales canadiennes de 2006, il est nommé secrétaire parlementaire de Josée Verner, qui est actuellement ministre de la Coopération internationale, ministre responsable des Langues officielles et ministre responsable de la Francophonie.
Le 10 février 2006, Ted Menzies est l'objet de reportages médiatiques qui révèlent que bien qu'il soit secrétaire parlementaire responsable pour la Francophonie, il ne parle pas le français. Sa nomination est critiquée par le néo-démocrate Yvon Godin (qui est d'origine acadienne). Pour sa défense, Menzies réplique que « nous avons deux langues officielles dans ce pays. Pas seulement le Français. Pas seulement l'Anglais. Nous avons deux langues officielles ». Il affirme que la meilleure façon de représenter les deux langues était d'avoir une ministre francophone avec un secrétaire parlementaire anglophone.
Il a été ensuite spécifié que Ted Menzies avait été nommé secrétaire parlementaire de Josée Verner « exclusivement pour appuyer la ministre dans ses dossiers d'aide internationale seulement ». Ces dossiers correspondent à son expérience acquise alors qu'il était porte-parole dans l'Opposition officielle.